# August Hoffmann (Kupferstecher)
August Hoffmann (* 1. August 1810 in Elberfeld, Großherzogtum Berg; † 15. Oktober 1872 in Berlin, nach anderer Quelle am 20. Oktober 1872) war ein deutscher Kupferstecher der Düsseldorfer Malerschule.

## Leben

Die Hussitenpredigt nach Carl Friedrich Lessing, 1835

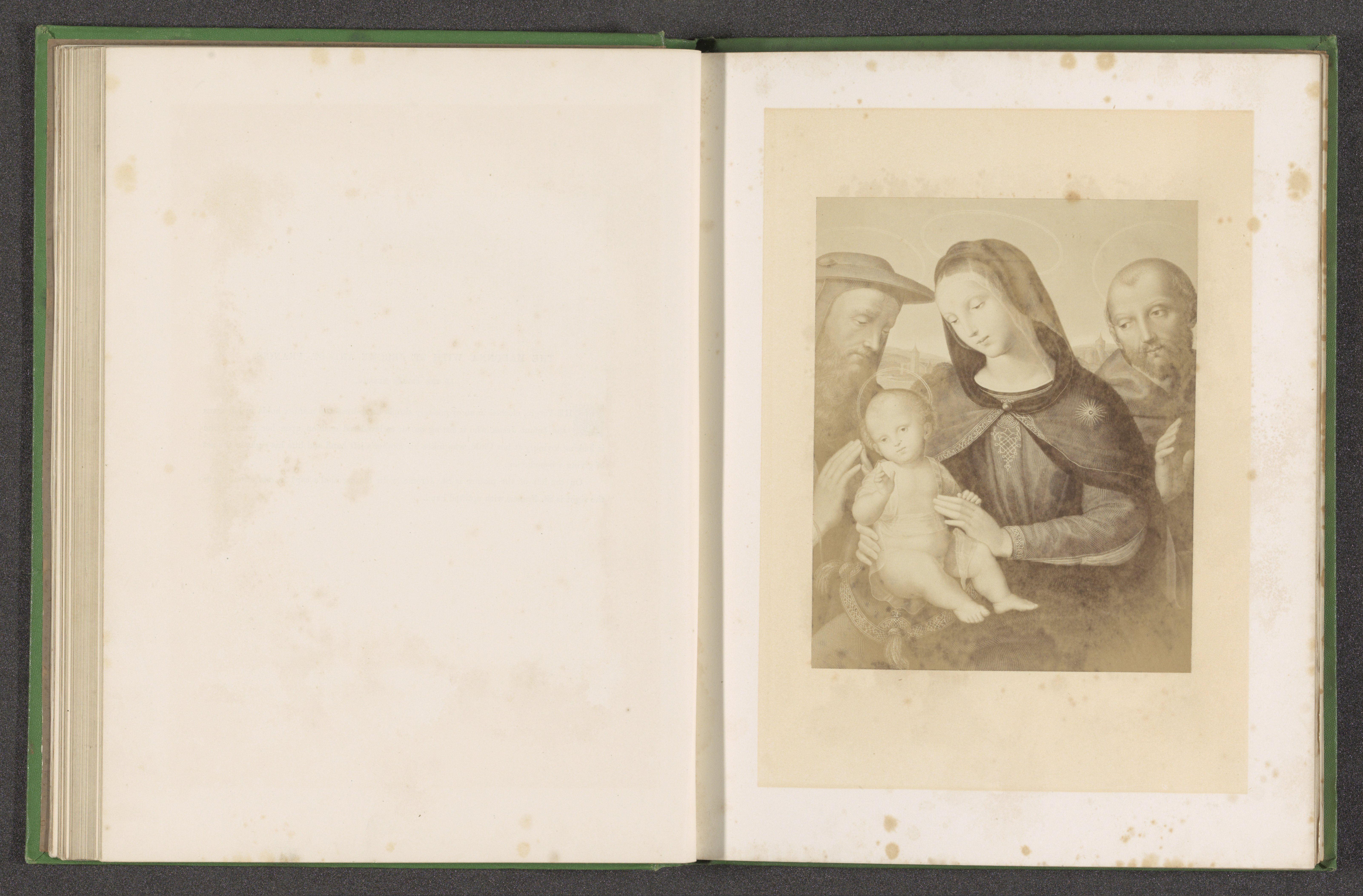
Madonna mit dem heiligen Hieronymus und Franziscus nach Raffael, Fotoreproduktion

In den Jahren 1829 bis 1833 (nach anderer Quelle von 1826 bis 1839) war Hoffmann Schüler der Kupferstecherklasse von Ernst Carl Thelott an der Kunstakademie Düsseldorf und erhielt wegen seiner guten Leistungen ein Stipendium für ein Jahr. An der Düsseldorfer Akademie pflegte er seit 1835 engen Kontakt zu Joseph Keller, der Thelotts Klasse damals faktisch leitete und später dessen Nachfolger wurde.
Hoffmann blieb bis 1838 in Düsseldorf, wo er für den Kunstverein für die Rheinlande und Westfalen die Stiche Kirchgeherin (Die Kirchgängerin) nach Louis Ammy Blanc (1835), Entführung nach Carl Friedrich Lessing (1836) und Christus im Schoß der Maria (Die Kreuzabnahme Jesu Christi) nach Wilhelm Schadow (1837) ausführte, ferner für Atanazy Raczyńskis 1836 erschienenen Band Geschichte der neueren deutschen Kunst: Düsseldorf und das Rheinland die Platte Die Hussitenpredigt, ebenfalls nach Lessing.
1838 ging er nach München, dann nach Berlin und Paris, schließlich wieder nach Berlin. Weitere Arbeiten, die in der Literatur für sein späteres, technisch weiter vervollkommnetes Werk erwähnt werden, sind Madonna mit dem Kinde und der heiligen Anna nach Giulio Romano (1851), Blumenmädchen nach Eduard Magnus (1852), Madonna mit dem heiligen Hieronymus und Franziscus nach Raffael und Madonna mit den Locken nach Giulio Romano. Hervorgehoben werden auch seine Stiche, die er zwischen 1855 und 1857 für Wilhelm von Kaulbachs Shakespeare-Gallerie in Kupferstichen mit Illustrationen zu Macbeth, Julius Cäsar, The Tempest und King John schuf. Gerühmt wurden ferner die Arbeiten Josef und seine Brüder nach Peter von Cornelius und Karl der Große nach Wilhelm von Kaulbach.